# 艺圃
艺圃，明代宅邸园林，位于中国江苏省苏州市姑苏区文衙弄5号。全园占地仅为五亩，以池水为中心，池岸低平。池北以建筑为主，池南以假山景观为主，园景开朗，风格质朴，较多地保存了明末清初建园时格局，是典型的文人园林。
艺圃作为苏州园林的代表，2000年，增补为世界文化遗产——苏州古典园林项目。

## 历史
明嘉靖（1541年），为袁祖庚所建“醉颖堂”。后为文征明之孙文震孟购得，更名“药圃”。
清順治十七年（1660年），山東萊陽人姜埰（字如农，号敬亭）重予修葺后，更名“颐圃”，又名“敬亭山房”，后由其子姜实节易园名为“艺圃”。艺圃由几代人营建，颇具规模，且几代园主均为气节高尚之士，成为明末清初苏州园林中名声最大者。
姜氏之後，由吳士玉嫡堂兄吳斌（號紫臣，1663-1744）於康熙三十五年（1696年）前後購得藝圃。 道光十九年（公元1839年）园归绸业公所，改称“七襄公所”，艺圃现有建筑多为当时所建。太平天国时为听王陈炳文住地，引入湘莲，为苏州之冠。
1950年后，艺圃先后为机关，剧团，艺工社用作托儿所，车间仓库之用，住宅散为民居，使艺圃范围不断缩小。1982年苏州市人民政府迁出工厂，修复艺圃。1984年10月竣工验收，历时两年，耗资五十万元。
1963年，艺圃被列为市级文物保护单位，1995年被列为江苏省级文物保护单位，2000年，增补入世界文化遗产，2006年被列入第六批全国重点文物保护单位。

## 建筑风格
全园占地3967平方米，分住宅、花园两部分，宅分五进，布局曲折，厅堂古朴，有世纶堂、东莱草堂，园在宅西，面积2830平方米。水池居中，池北以建筑为主，有博雅堂、延光阁等，池南以山景为主，临池处则以湖石叠成绝壁、石径，既有变化又较自然。池水之东有乳鱼亭，是明代遗构。从水榭南望，山水交融，林木葱茏，颇具山林野趣，为园中主要对景。此种池水、石径、绝壁相结合的手法，取法自然而又力求超越自然，是明末清初苏州一带造园家常用的叠山理水方式。
园内布局简洁明了，从北向南为建筑-水池-山林，为苏州园林最基本的布局手法。西南角布置数座小庭园以为辅景，似有通幽之感。造园者根据小园的特点，不求面面俱到，舍去一切繁杂琐碎的因素，尽心顷力于营造一方山色空朦、水波浩渺、林泉深壑、亭榭虚凌的园林艺术景观，以取得“纳千顷之汪洋，收四时之烂漫”的效果。此园的住宅部分不似其它园林以围墙来分隔，而是直接临水，与园林相交融。临水的水阁为住宅的一部分，在此可将全园景致尽收限底，是全园最佳的观景点。水阁与两侧附房，形成了水池的北岸线，岸线平直开阔，略显单调，但有利于从建筑内部毫无遮隔地感受对面的天然画境，形成独具一格的艺术效果。

## 景点
- 博雅堂

博雅堂是艺圃的主要厅堂，此堂面阔五间，中间三间为厅，东西两间辟成套房。堂内梁柱等为明代之物。此堂在清初为姜氏艺圃中的念祖堂，也是袁祖庚的醉颖堂、文震孟之世纶堂旧址。博雅堂之南为一小院，四面环廊。院南即是凌驾于水面的水榭---延光阁。
- 延光阁

延光阁水榭系七襄公所时期建筑，原位置为主厅博雅堂前平台。延光之名取自阮籍《大人先生传》中“养性延寿，与自然齐光”，寓延年益寿之意。延光阁坐北朝南，面阔五间，长约15.5米，进深6.27米，南部架空凌于水面。顶面为卷棚顶，是苏州园林中最大的水榭，也是艺圃中静观对面城市山林的最佳位置。
- 旸谷书堂

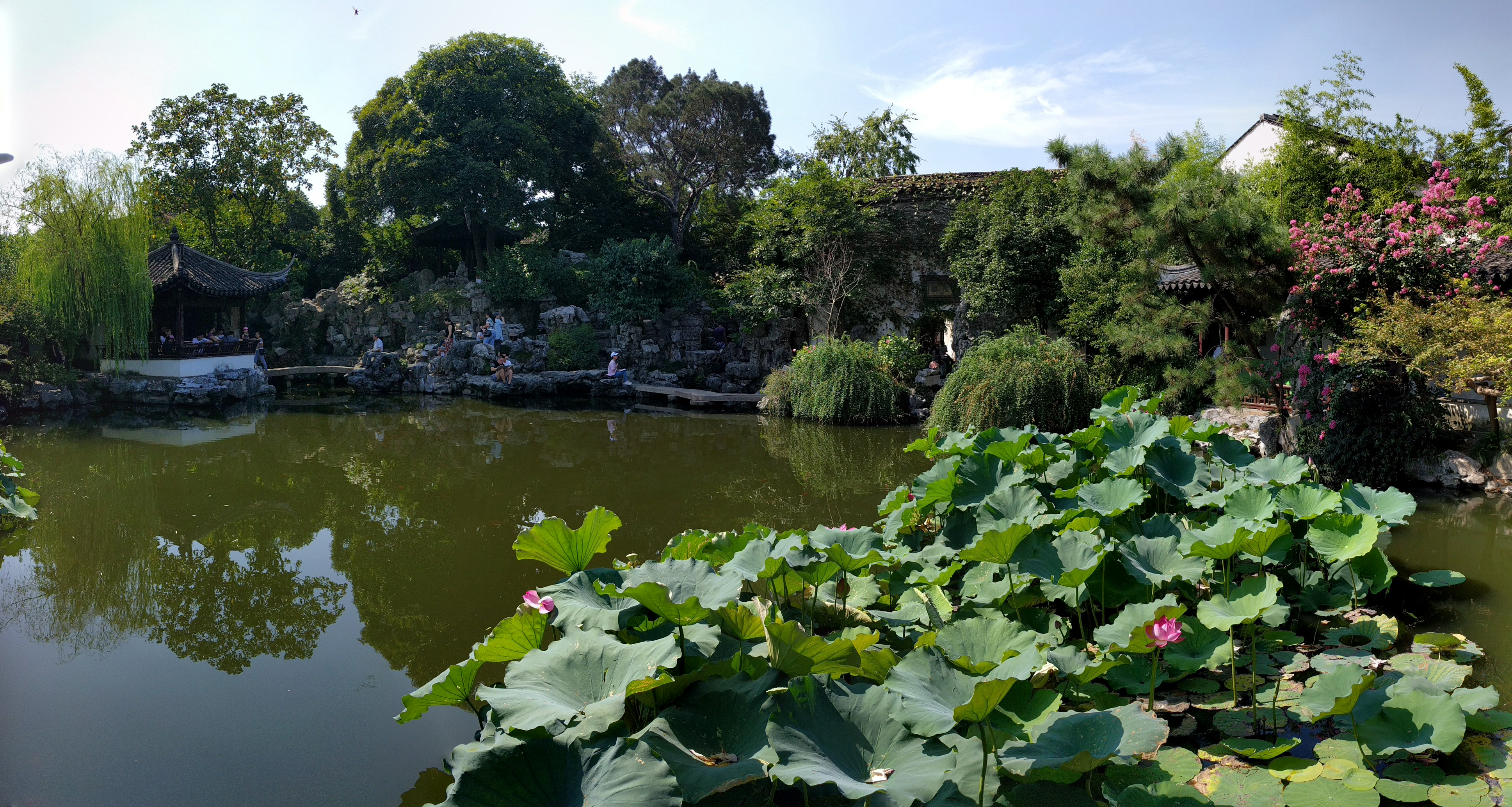
从延光阁看出去，左侧亭子为乳鱼亭，中央为山林景区，右侧园门后即浴鹄池和小园子，最右侧是响月廊

旸谷书堂在延光阁东侧，此名沿用姜氏园时旧名。当时书堂是姜实节讲学的地方，坐东朝西，是以上古神话中日出之处为名。书堂朝南，大部分临池，西北缺一角，有天井，用来采光。书堂南有小方亭，即乳鱼亭。
- 乳鱼亭

乳鱼亭是明代遗物。其为四角亭，单檐攒尖，西，北，南三面临水，高3.1米，边长3.3米，井字形天花，隐约可见早期彩绘痕迹。柱间下部砌半墙，上部设鹅颈椅。其名来自“观乳鱼而罢钓”，也有解释为“乳”即饲养的意思，当为人鱼相乐之亭也。
- 度香桥

度香桥为水池西南角一曲桥，造型古朴，线条简练。有别于多为凌驾水面的江南拱桥，度香桥仿佛是水面上的一道影子。清朝文人汪琬在《艺圃十咏》里咏了“度香桥”：“红栏与白版，掩映沧波上。两岸柳荫多，中流荷气爽。村居水之南，屣步每独往。”从诗中可见，以前的度香桥上是装有红色木栏的，据说现在度香桥的位置是重修时调整的，去掉了红栏杆，使得桥像素面朝天的出水芙蓉一般，与池边的山石有机结合，似浑然天成。
- 浴鸥池

浴鸥池在艺圃的西南，以一圆门与主园联通，门上书“浴鸥”二字，此池甚小，与大水池成对比。浴鸥池萦回多姿，又被两座精致的小桥分割，显得很有层次。艺圃的第二代园主文震孟之弟文震亨《长物志》中认为：“阶前石畔凿一小池，必须湖石四围，泉清可见底，中蓄朱鱼翠藻，游泳可玩。四周树野藤细竹，能掘地稍深，引泉脉者更佳。忌方圆八角诸式。”浴鸥池与他的理论相合。池南有低矮的湖石花坛，上植柿、枫等树，西南角用竹掩去墙壁。小院西为一组“品”字形的建筑群，北为香草居，南为南斋，中间为湖石花坛小庭，有门与小院相通。两厅之西凸出的小室取名鹤柴轩
- 响月廊

响月廊位于水池西面，此廊沟通南北景区。响月廊本是姜氏园之西廊，“响”通“向”，“响月”即对月之向往，与“旸谷”指日出相对应。
- 山林景区

池南的山林景区为园内各观赏点的视觉中心，似一横轴山水画卷展现在人们面前，与中部水景区形成了一幽一畅、一密一疏、一高耸一低平的对比关系。从水池两侧可分别通过石板桥而进入山林区，数条登山石径或沿危石盘折而上，或入怪洞隐遁而去。渐入山林，可见山石磷屿，高林蔽目，蝉噪鸟鸣，愈见林深山幽；涧水深深潜流而出，两岸绝壁夹峙，形成深邃的峡谷；危径、池水、绝壁三者互为衬托，通过艺术处理，再现自然山水的精华。这座山林是苏州园林中不可多得的佳作，虽在叠石手法上略显不足，稍嫌琐碎，但在整体山林的处理上，特别在与树木的结合上具有很高的艺术价值。山上有一六角亭置于主山峰之后，名为“朝爽亭”。通过树林隐约露出亭顶，加深了空间距离感，反衬出前景的高耸。

## 图片
- 进入园门的花圃
- 入园转角
- 世纶堂前廊道
- 从度香桥看延光阁
- “刚健中正”门楼

## 命名寓意
作为明王朝的遗老、遗少，姜埰父子传奇式的经历及誓不事清的刚烈风范，为艺圃带来了更多的荣誉。姜氏父子对艺圃的各种景致名称，继续加以富含深意的改易。有的寄托了明显的处世道德，如念祖堂、香草居、思嗜轩。有的暗喻了主人的政治理想，如旸谷书堂、响月廊、朝爽亭。其中，“旸谷”指日出，“响月”指应之以月，旸谷、响月，合而为一“明”字；朝爽两字，实际上是“大明”两字分别加了“+”、“×”而已，暗寓了“大明”受到刀斧钳制。